# Grabmal der Königin Luise von Preußen

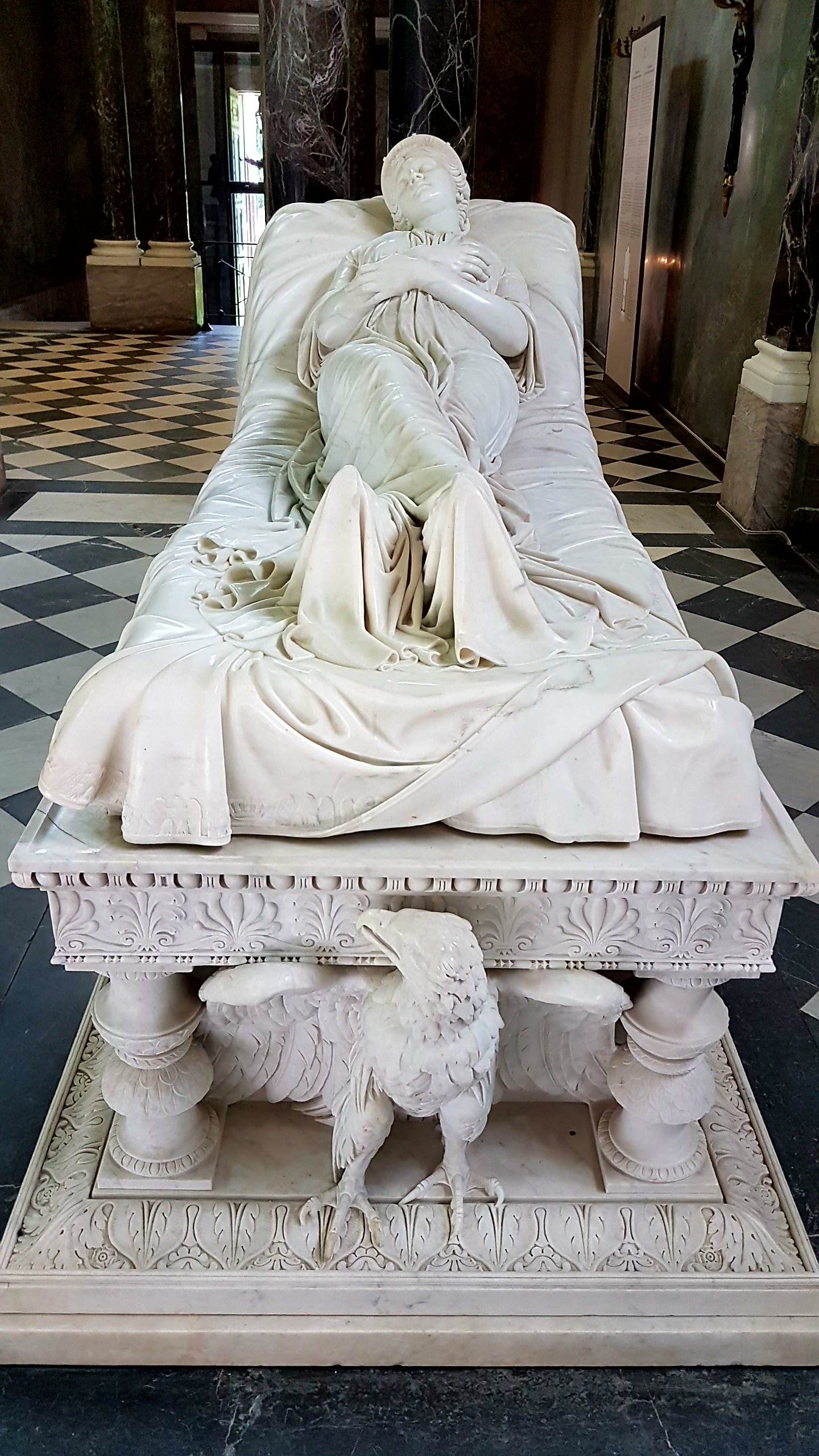
Grabmal der Königin Luise von Preußen

Das Grabmal der Königin Luise von Preußen ist eine Liegeskulptur aus Carraramarmor im Mausoleum Charlottenburg in Berlin. Geschaffen 1812 bis 1814 vom Bildhauer Christian Daniel Rauch, stellt es die verstorbene Herrscherin auf dem verzierten Totenbett dar. Das Luisengrabmal gehört zu den bedeutendsten Werken der Berliner Bildhauerschule.

## Geschichte des Grabmals
Nach dem frühen Tod der Königin Luise am 19. Juli 1810 auf Schloss Hohenzieritz beschloss König Friedrich Wilhelm III., an ihrem Lieblingsort, der Tannenallee im Schlosspark von Charlottenburg, ein Mausoleum mit ihrem Grabmal zu errichten. Zur gleichen Zeit befand sich der junge Bildhauer Christian Daniel Rauch zum Studium in Rom. Als er von der Todesnachricht erfuhr, sendete er seine 1806 entstandene Büste der Königin Luise als Juno Ludovisi an den König. Auf Vermittlung des preußischen Diplomaten Wilhelm von Humboldt wurde der noch unbekannte Rauch mit der Herstellung des Luisengrabmals beauftragt und reiste dazu im März 1811 nach Berlin. Die bereits berühmten Bildhauer Antonio Canova und Bertel Thorvaldsen waren ebenfalls angefragt worden, hatten aus patriotischen bzw. freundschaftlichen Gründen jedoch abgelehnt.
Von Mai bis September 1811 arbeitete Rauch auf Schloss Charlottenburg am Tonmodell der „schlafenden Königin“. Im November 1811 stellte er zwei Gipsabgüsse her; den einen für das Mausoleum zur vorübergehenden Aufstellung, den anderen für seine Werkstatt zur endgültigen Ausführung. Auf der Reise nach Italien musste Rauch im März 1812 erfahren, dass der Gipsabguss während des Transports in viele Einzelteile zerbrochen war, die er jedoch schnell wieder zusammenfügen konnte. Schließlich stellte er das Luisengrabmal von Oktober 1812 bis Juli 1814 in Carrara her. Die grobe Vorbereitung des Marmors führten seine Mitarbeiter durch, die feine Umsetzung der Skulptur Rauch selbst. Es wird angenommen, dass er sich von Quercias Liegefigur der Ilaria del Carretto in der Cattedrale di San Martino in Lucca und von Donatellos Balustersockel des Marzocco auf der Piazza della Signoria in Florenz inspirieren ließ.
Nach der Fertigstellung wurde das Grabmal zufällig am vierten Todestag Luises verpackt und im September 1814 verschifft. Bei seiner Ankunft Ende Dezember 1814 in Berlin musste Rauch erfahren, dass das englische Schiff mit der wertvollen Ladung auf dem Weg von Italien nach Deutschland gekapert worden war. Als er sein Werk Ende Mai 1815 endlich in Empfang nehmen konnte, reinigte er es vom Meersalz und ließ es mit den mitgelieferten Kandelabern im Mausoleum aufstellen. Am 30. Mai 1815 kam Friedrich Wilhelm III. schließlich in Charlottenburg an und besuchte mit seinen Kindern umgehend das Grabmal. Der König war zufrieden, der Bildhauer berühmt. In den folgenden Jahren entwickelte sich das Mausoleum mit dem Grabmal der zum Symbol des Freiheitskampfes gegen Napoleon gewordenen Königin Luise zu einer Sehenswürdigkeit.

## Beschreibung des Grabmals
Das Luisengrabmal ist 166 cm hoch, 123 cm breit und 269 cm lang. Der Kunsthistoriker Friedrich Eggers beschrieb es in seiner Rauchbiographie mit folgenden Worten: „Das Herzensbedürfniß des Königs, vor Allem ein Abbild seiner geliebten Gemahlin vor Augen zu haben, hatte auf die einfache Form geführt, welche dem Denkmal gegeben war. Ein Untersatz trägt das Ruhebette und dieses die Gestalt der Königin. Sie liegt nicht dahingestreckt, wie eine Todte, sondern eingewiegt, wie eine Schlummernde: den einen Fuß sanft über den andern geschlagen, die Arme über den Busen gekreuzt, das Haupt leise zur Seite geneigt. Nur das Diadem im Haar bezeichnet sie als Königin, und der kaum bemerkbare Sternenkranz, der rings um das Haupt aus dem Bahrtuche herausquillt, scheint es schüchtern auszusprechen, daß man sie so gern eine Heilige hat nennen mögen. Keinen Hermelin und Schmuck der Erde weiter: ein lang wallendes schlichtes Sterbegewand legt sich um die schönen Glieder bis über den Fuß hinab. Bei dieser Schlichtheit der äußeren Erscheinung bestand die Aufgabe des Künstlers darin, durch die feinste Abwägung die Fülle der Anmuth, welche das Leben beseelt hatte, auch dem Steine aufzuprägen, daß er Leben gewönne. [...] Das Bahrtuch, auf welchem die Gestalt liegt, ist mit einer Reihe von Adlern und Kronen und deutschen Buchstaben umsäumt, welche letztere die Inschrift „Luise, Königin von Preußen“ bilden. Die Adler haben dieselbe Gestalt, die Schinkel später zu Akroterien auf dem Museum umbildete. Das Tuch fällt nicht über den oberen Rand des Sarkophags, der in antikem Stile gehalten ist. Die reinsten griechischen Ornamente, Palmetten, Herzblätter, Eier- und Perlenstäbe fassen die Grundlinie des länglichen Vierecks ein, das an den vier Ecken gedrungene Balustren hat, zwischen denen an den Schmalseiten stattliche Adler mit gelichteten Flügeln stehen. Die Langseiten haben dagegen in der Mitte ein Wappenfeld, von denen das eine den mecklenburgischen Büffel, das andere den preußischen Adler zeigt. Die Königin Luise war bekanntlich eine Tochter des Herzogs Karl Ludwig Friedrich von Mecklenburg-Strelitz.“ Das Luisengrabmal gehört zu den bedeutendsten Werken der klassizistischen Bildhauerei.

## Sonstiges
- Königin Luise ist nicht in dem Grabmal selbst, sondern in der Gruft darunter bestattet.
- Nach der hier beschriebenen ersten Fassung schuf Rauch 1812 bis 1827 eine leicht veränderte zweite Fassung der Liegeskulptur. Das Original steht im Neuen Flügel von Schloss Charlottenburg, Kopien stehen im Luisentempel Neustrelitz und in der Luisengedenkstätte Hohenzieritz.[8]
- Außerdem schuf Rauch 1811 bis 1817 ein Büstensegment der Liegeskulptur. Das Original steht im Germanischen Nationalmuseum Nürnberg, Kopien stehen in der Nationalgalerie Berlin und in der Luisengedenkstätte Hohenzieritz.[9]
- Neben ihrem steht das Grabmal des Königs Friedrich Wilhelm III. von Preußen, das Rauch 1841 bis 1846 aus Carraramarmor schuf. Es ist 162 cm hoch, 123 cm breit und 270 cm lang.[10]
- Hinter den Grabmälern des Königspaares stehen zwei Kandelaber, die 1813 bis 1815 aus Carraramarmor geschaffen wurden. Sie sind je 284 cm hoch. Die Figuren am linken Kandelaber des Lebens von Rauch stellen die drei Moiren dar; die Figuren am rechten Kandelaber des Todes von Christian Friedrich Tieck die drei Horen.[11]
- Das Luisengrabmal ist auf dem Gemälde König Wilhelm am Sarkophag seiner Mutter, der Königin Luise, im Mausoleum zu Charlottenburg am 19. Juli 1870 dargestellt, das Anton von Werner 1881 schuf.

## Bildergalerie

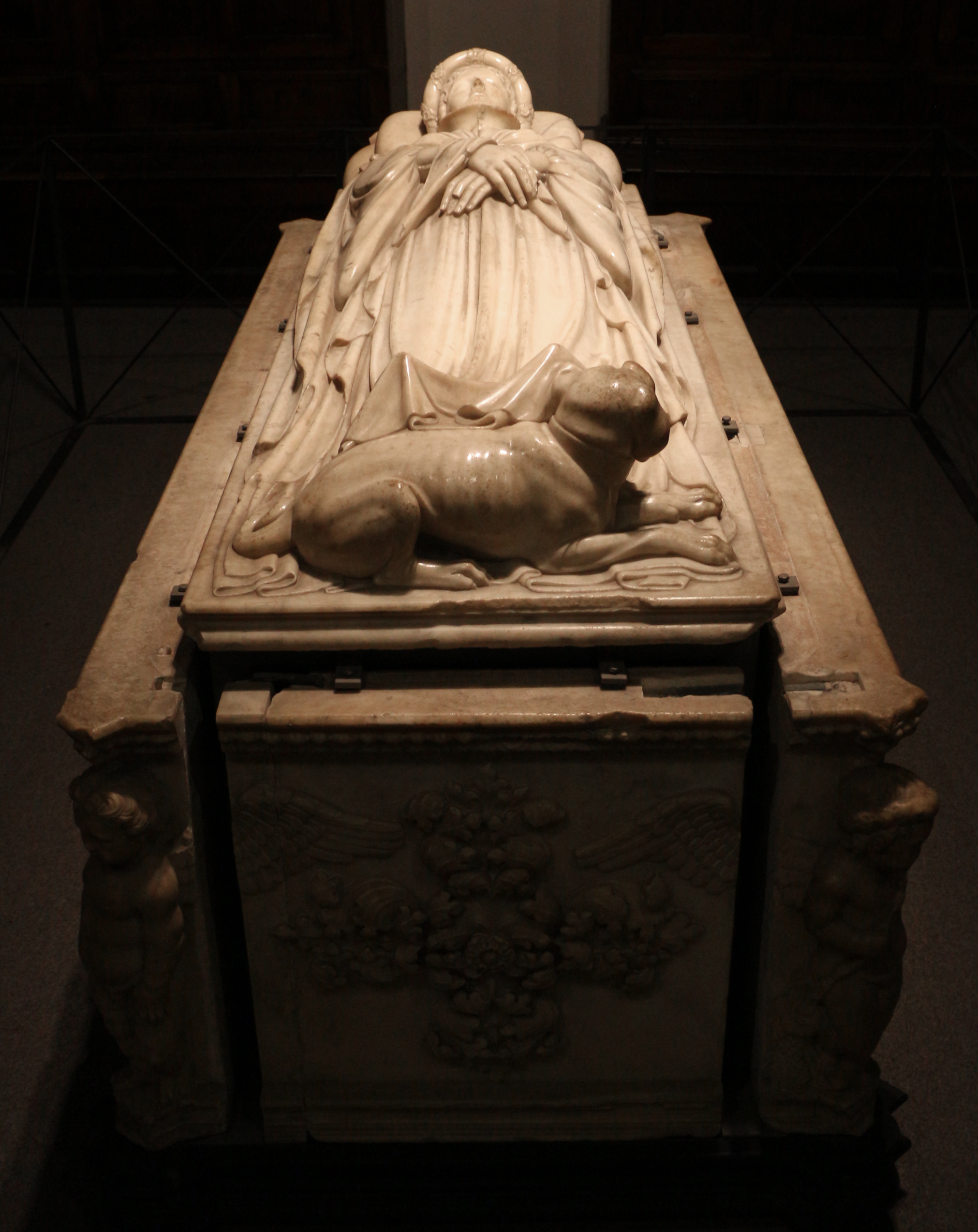
Liegefigur der Ilaria del Carretto von Quercia
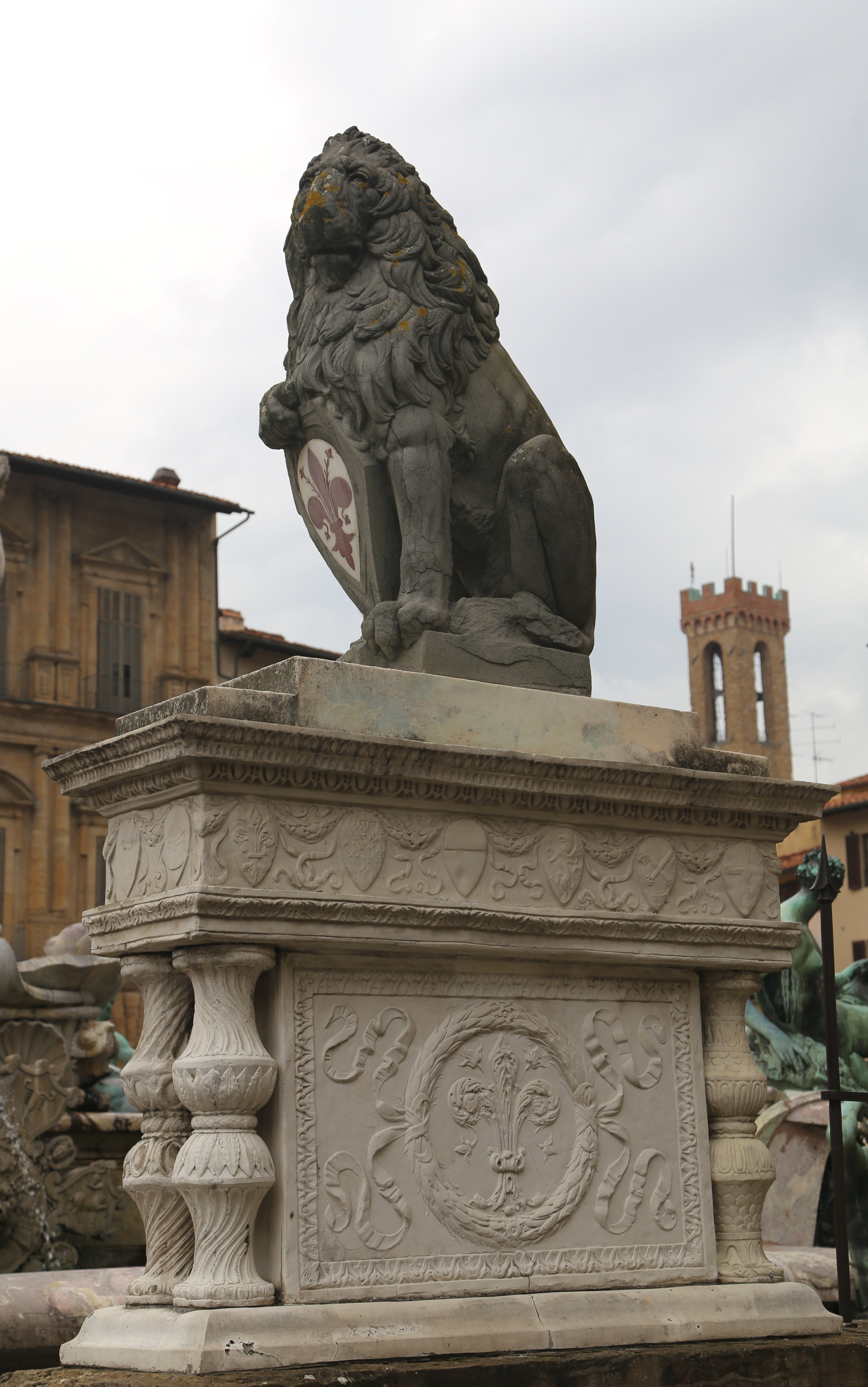
Balustersockel des Marzocco von Donatello
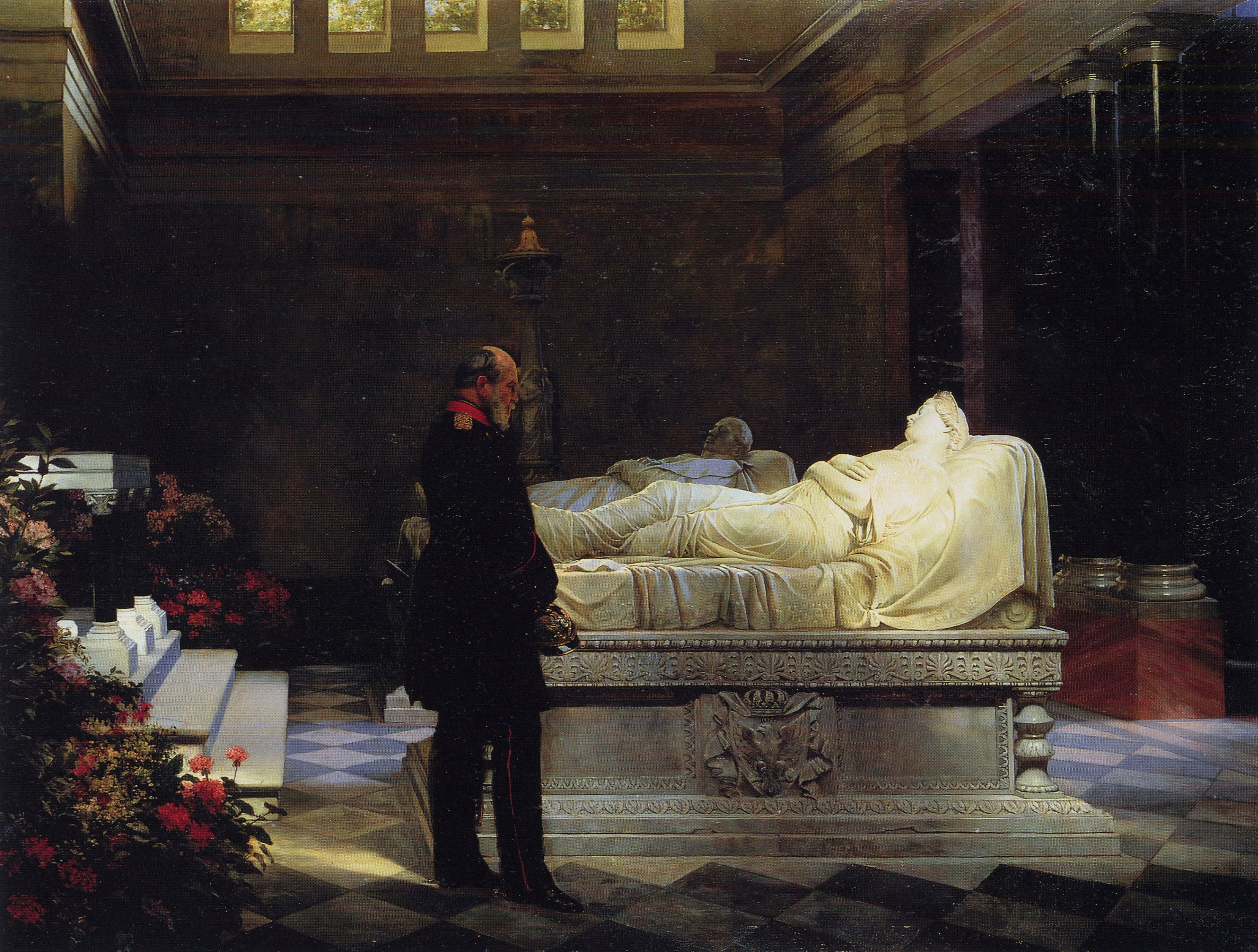
Anton von Werner: Am 19. Juli 1870 (König Wilhelm am Sarkophag seiner Mutter)
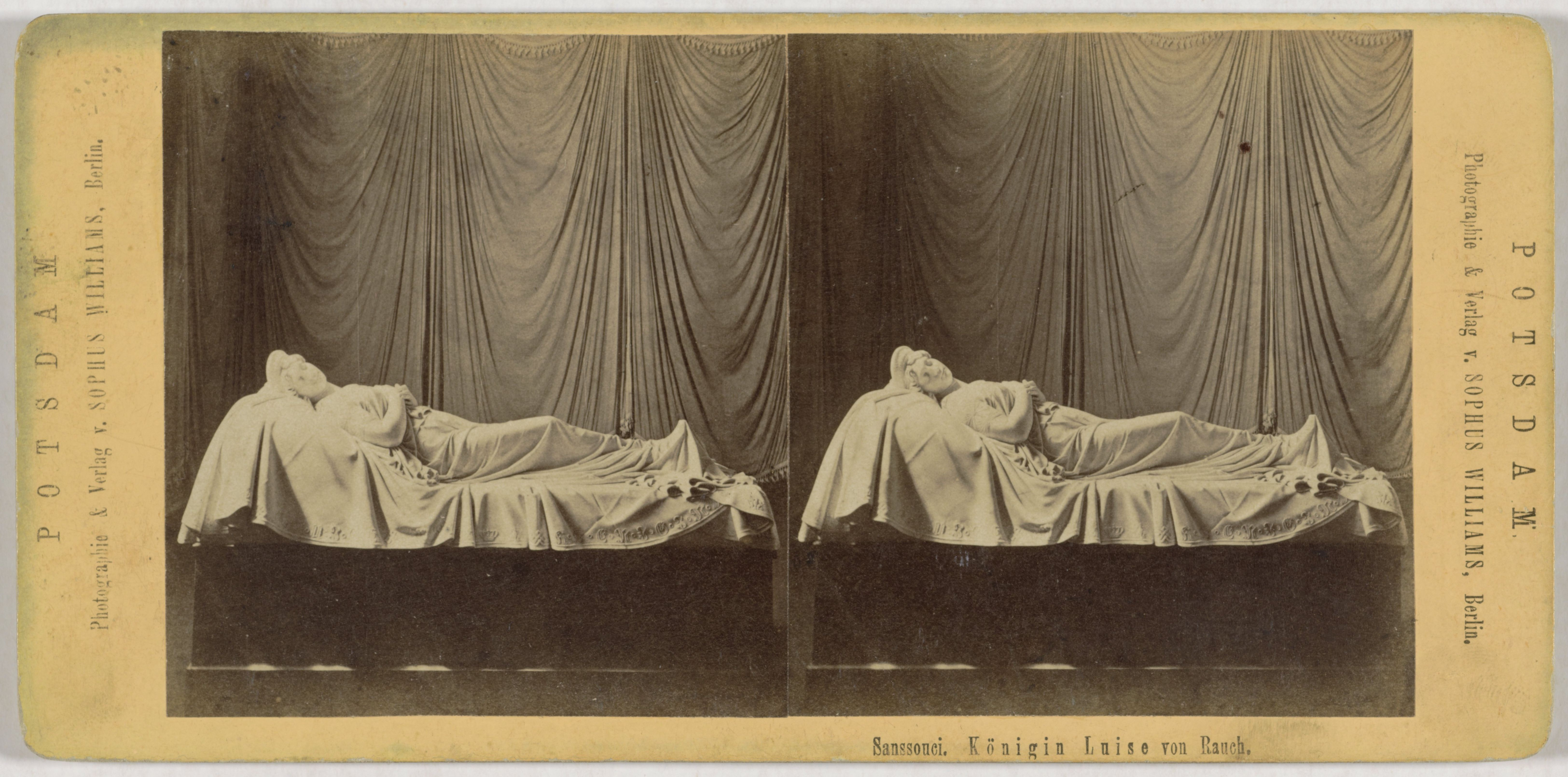
Gesamtansicht der zweiten Fassung
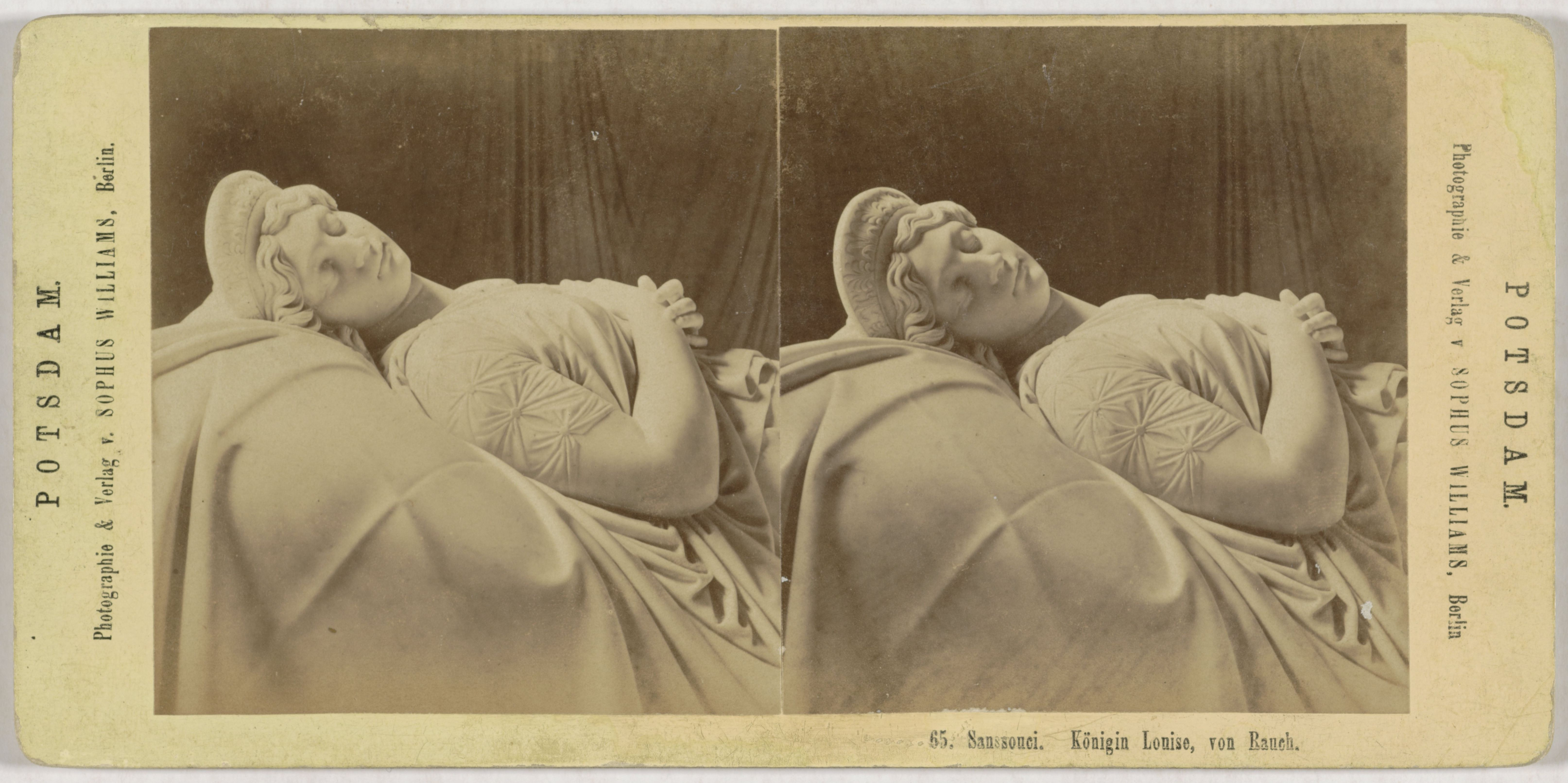
Detailansicht der zweiten Fassung